# یواس‌اس پایونیر (ام‌سی‌ام-۹)
یواس‌اس پایونیر (ام‌سی‌ام-۹) (به انگلیسی: USS Pioneer (MCM-9)) یک کشتی است که طول آن ۲۲۴ فوت (۶۸ متر) می‌باشد. این کشتی در سال ۱۹۹۰ ساخته شد.